# Пол Рад
Пол Стивен Рад (енгл. Paul Stephen Rudd; рођен 6. априла 1969. у Пасејик Ситију ) амерички је глумац, продуцент и сценариста.
Познат је по улогама у комедијама Откачена плавуша (1995), Спикер (2004), 4 банке, а невин (2005), Заломило се (2007), Преболети Сару Маршал (2008), Узори (2008), Волим те, човече (2009), Наш брат идиот (2011), Чарлијев свет (2012), Овако је са 40 (2012) и Спикер 2: Легенда се наставља (2013).
Иако је од почетка 2000-их Рад углавном наступао у филмским пројектима, глумачку каријеру је започео 1992. у Ен-Би-Си-јевој серији Сестре. Од 2002. до 2004. тумачио је улогу Мајка Ханигана у популарном ситкому Пријатељи. До сада је три пута био домаћин скеч-комедије Уживо суботом увече, а 2012. гостовао је у серији Паркови и рекреација.
Године 2015. добио је звезду на Холивудској стази славних и играо је насловну улогу у Марвеловом филму Антмен, коју је такође тумачио и у филмовима Капетан Америка: Грађански рат, Антмен и Оса, Осветници: Крај игре, Антмен и Оса: Квантуманија и Осветници: Судњи дан.

## Филмографија
| Улоге у филмовима   |                                           |               |                    |                                                                           |
| Година              | Српски назив                              | Изворни назив | Улога              | Напомена                                                                  |
| 1995.               | Ноћ вештица 6: Проклетство Мајкла Мајерса |               | Томи Дојл          |                                                                           |
| 1995.               | Откачена плавуша                          |               | Џош                |                                                                           |
| 1996.               | Ромео и Јулија                            |               | Парис              |                                                                           |
| 1998.               | Достава преко ноћи                        |               | Вајат Трипс        |                                                                           |
| 1998.               | Предмет моје наклоности                   |               | Џорџ Хансон        |                                                                           |
| 1999.               | 200 цигарета                              |               | Кевин              |                                                                           |
| 1999.               | Живот нема правила                        |               | Воли Вортингтон    | номинација - Награда Удружења филмских глумаца за најбољу филмску поставу |
| 2001.               | Мокро и врело америчко лето               |               | Џош                |                                                                           |
| 2003.               | Како ствари стоје                         |               | Адам Соренсон      |                                                                           |
| 2004.               | Спикер                                    |               | Брајан Фантана     |                                                                           |
| 2005.               | 4 банке, а невин                          |               | Дејвид             |                                                                           |
| 2006.               | Ох у Охају                                |               | Џек Чејс           |                                                                           |
| 2006.               | Ноћ у музеју                              |               | Дон                |                                                                           |
| 2007.               | Никада нећу бити твоја                    |               | Адам Перл          |                                                                           |
| 2007.               | Заломило се                               |               | Пит                |                                                                           |
| 2008.               | Само преко ње мртве                       |               | Хенри Милс         |                                                                           |
| 2008.               | Преболети Сару Маршал                     |               | Чак                |                                                                           |
| 2008.               | Узори                                     |               | Дени Донахју       | такође сценариста                                                         |
| 2008.               | Волим те, човече                          |               | Питер Клавен       |                                                                           |
| 2009.               | Чудовишта против ванземаљаца              |               | Дерек (глас)       |                                                                           |
| 2010.               | Вечера за глупане                         |               | Тим Конард         |                                                                           |
| 2010.               | Како да знаш                              |               | Џорџ Медисон       |                                                                           |
| 2011.               | Наш брат идиот                            |               | Нед                |                                                                           |
| 2012.               | Куд плови овај брод                       |               | Џорџ               | такође продуцент                                                          |
| 2012.               | Чарлијев свет                             |               | Бил Андерсон       |                                                                           |
| 2012.               | Овако је са 40                            |               | Пит                |                                                                           |
| 2013.               | Пријемни                                  |               | Џон                |                                                                           |
| 2013.               | Принц Аваланш                             |               | Алвин              |                                                                           |
| 2013.               | Апокалипса у Холивуду                     |               | глуми себе         |                                                                           |
| 2013.               | Спикер 2: Легенда се наставља             |               | Брајан Фантана     |                                                                           |
| 2014.               | Дошли су заједно                          |               | Џоел               |                                                                           |
| 2015.               | Мали принц                                |               | гдин Принц         | енглеска синхронизација                                                   |
| 2015.               | Антмен                                    |               | Скот Ланг/Антмен   | такође сценариста                                                         |
| 2016.               | Капетан Америка: Грађански рат            |               | Скот Ланг/Антмен   |                                                                           |
| 2016.               | Основни принципи добра                    |               | Бен Бенџамин       |                                                                           |
| 2016.               | Журка виршли                              |               | Дерен              | глас                                                                      |
| 2018.               | Антмен и Оса                              |               | Скот Ланг/Антмен   | такође сценариста                                                         |
| 2019.               | Осветници: Крај игре                      |               | Скот Ланг/Антмен   |                                                                           |
| 2021.               | Истеривачи духова: Наслеђе                |               | господин Груберсон |                                                                           |
| 2023.               | Антмен и Оса: Квантуманија                |               | Скот Ланг/Антмен   |                                                                           |
| 2023.               | Нинџа корњаче: Хаос                       |               | Мондо Геко (глас)  |                                                                           |
| 2024.               | Истеривачи духова: Ледена претња          |               | господин Груберсон |                                                                           |
| 2026.               | Осветници: Судњи дан                      |               | Скот Ланг/Антмен   |                                                                           |
| Улоге у ТВ серијама |                                           |               |                    |                                                                           |
| 2002–2004.          | Пријатељи                                 |               | Мајк Ханиган       | 18 епизода                                                                |
| 2011.               | Симпсонови                                |               | др Зандер          | епизода Love Is a Many Strangled Thing                                    |
| 2012.               | Паркови и рекреација                      |               | Боби Њупорт        | 4 епизоде                                                                 |
| 2014.               | Симпсонови                                |               | глуми себе         | епизода Steal This Episode                                                |
| 2021−2023.          | Шта ако...?                               |               | Скот Ланг/Антмен   | глас                                                                      |